# Провулками часу
Провулками часу (італ. Lungo i vicoli del tempo) — фантастичний роман італійського письменника Ланфранко Фабріані (італ. Lanfranco Fabriani), який був опублікований у 2002 р. Роман нагороджено премією «Уранія» (італ. Premio Urania) 2001 р. Його продовження — «Тумани часу» (італ. Nelle nebbie del tempo), з яким Фабріані виграв 2005 року ту ж нагороду.

## Сюжет
У романі розповідається про пригоди Маріані, заступника директора італійського хронотемпорального центрального управління (UCCI), секретного урядового відомства, яке керує подорожами в часі і захищає минуле Італії від нападів ворожих іноземних держав.

## Видання
- Lanfranco Fabriani, Lungo i vicoli del tempo, Urania n° 1453, Arnoldo Mondadori Editore, 2002
- Lanfranco Fabriani, Lungo i vicoli del tempo, Odissea Fantascienza n° 65, Delos Books, 2014, ISBN 9788865304921

## Нагороди
- 2001 р. — премія «Уранія» (італ. Premio Urania)